# Qari Zainuddin
Qari Zainuddin Mehsud (? – 23 tháng 6 năm 2009), gọi tắt là Qari Zain, là một công dân Pakistan, một thành viên của bộ tộc Mehsud, và là lãnh tụ của phần tử Tehrik-i-Taliban Pakistan (TTP) tại Nam Waziristan, một trong các Khu Bộ tộc Chính phủ Liên bang của Pakistan. Tờ báo của Pakistan mô tả ông là "người tự nguyện kế nhiệm Abdullah Mehsud chỉ huy của Taliban" mặc dù ông có sự mâu thuẫn với Baitullah Mehsud về việc lãnh đạo Taliban. Vào những tháng trước khi bị ám sát, chính phủ Pakistan không chính thức ủng hộ cho Zainuddin như là người đối lập với Baitullah.

## Mâu thuẫn nội bộ Taliban Pakistan
Zainuddin có khoảng 3.000 tay súng ở Dera Ismail Khan và khu vực Tank cạnh đó. Hồi đầu tháng 6 năm 2009 ông ta đã lên án Mehsud vì có các cuộc tấn công gần đây làm thiệt mạng dân chúng.
Tiếp theo sau một cuộc nổ bom tự sát ở một đền thờ Hồi giáo làm 33 người chết, Zainuddin tuyên bố với báo chí rằng "điều mà Baitullah Mehsud và những người thân cận với ông ta đang làm với danh nghĩa Hồi giáo không phải là cuộc thánh chiến (jihad) mà là bạo loạn và khủng bố."
Phiến quân cũng đã dùng súng cối, hỏa tiễn và súng phòng không bắn vào các vị trí quân đội chính phủ ngày 22 tháng 6 ở vùng Tây Bắc. Quân đội phản pháo và gọi phi cơ đến oanh tạc, hạ sát ít nhất 25 phiến quân.
Qari Zain là tư lệnh một phe ly khai Taliban, người được coi là có khả năng giành quyền chỉ huy của lãnh tụ Taliban tại Pakistan lúc đó, vừa bị bắn chết hôm thứ ba ngày 23 tháng 6 năm 2009 có thể là do chính một cận vệ của ông ta.

## Bị ám sát
Cuộc tấn công nhắm vào Qari Zainuddin có vẻ là một dấu hiệu cho thấy sự chia rẽ bên trong nội bộ Taliban đã đến lúc nổ bung ra ngoài trong lúc quân đội Pakistan mở cuộc hành quân vào cứ địa của thành phần phiến quân. Phía chính phủ đã đánh bật phiến quân ra khỏi vùng thung lũng Swat và liên tục oanh kích cũng như nã trọng pháo vào các vị trí của chỉ huy Taliban tại Pakistan là Baitullah Mehsud trong vùng Nam Waziristan, nơi sinh sống của bộ tộc nằm sát biên giới Afghanistan để dọn đường cho cuộc hành quân lớn sắp tới.
Ở nơi khác trong khu vực này, ba hỏa tiễn tình nghi do phía Hoa Kỳ bắn đi đã đánh trúng một trung tâm huấn luyện Taliban ngày 23/6, làm thiệt mạng ít nhất bảy người, theo hai viên chức tình báo, yêu cầu được dấu tên. Họ nói cuộc tấn công nhiều phần do phi cơ không người lái gây ra ở khu vực làng Najmarai trong vùng Makeen thuộc Nam Waziristan. Hàng chục vụ tấn công tương tự đã xảy ra trong khu vực bộ tộc năm 2008.
Zainuddin bị bắn chết ở thị trấn Dera Ismail Khan. Ông được coi là kẻ đối nghịch chính với Mehsud và đã chỉ trích Mehsud về việc giết hại dân chúng Pakistan trong các cuộc khủng bố thời gian qua. Bác sĩ Mahmood Khan Bitani cho báo chí hay Zainuddin đã chết khi được đưa đến bệnh viện với các vết đạn ở đầu và ngực.
Baz Mohammad, một phụ tá của người chỉ huy cao cấp Taliban này và cũng bị thương trong cuộc tấn công, nói một cận vệ đã ập vào phòng trong khu nhà của Zainuddin và nổ súng sau giờ cầu nguyện buổi sáng. Ông ta cáo buộc Mehsud là người chủ mưu cuộc tấn công. "Đây rõ ràng là người của Baitullah xâm nhập hàng ngũ chúng ta để thực hiện việc này," ông Mohammad cho báo chí hay và thề sẽ báo thù. Các phụ tá nói cận vệ này đã đến gần được Zainuddin từ bốn tháng trước đó. Hung thủ bỏ trốn sau vụ tấn công, trên một chiếc xe đợi sẵn, theo nguồn tin trên.

## Hậu quả
Mahmood Shah, một cựu viên chức an ninh cao cấp, nói vụ ám sát này cho chính phủ thấy rõ rằng họ phải có một cuộc hành quân được chuẩn bị kỹ càng để tiêu diệt Mehsud, được coi là người điều khiển đa số các hoạt động khủng bố phá hoại ở Pakistan, chứ không thể trông cậy vào những nỗ lực "địa phương" từ các kẻ đối nghịch với Mehsud như trong trường hợp Zainuddin.